# When I Said I Wanted to Be Your Dog
When I Said I Wanted to Be Your Dog är ett studioalbum från 2004 av Jens Lekman, och hans debutalbum. Skivan rankades av Sonic Magazine i juni 2013 som det 37:e bästa svenska albumet någonsin.

## Låtlista

### Utgivning på Service Records
1. "Tram #7 to Heaven"
2. "Do You Remember the Riots?"
3. "You Are the Light (By Which I Travel into This and That)"
4. "If You Ever Need a Stranger (To Sing at Your Wedding)"
5. "Maple Leaves"
6. "Silvia"
7. "The Cold Swedish Winter"
8. "Julie"
9. "Happy Birthday, Dear Friend Lisa"
10. "Psychogirl"
11. "When I Said I Wanted to Be Your Dog"
12. "A Higher Power"

### Utgivning på Secretly Canadian Records
1. "Tram #7 to Heaven"
2. "Happy Birthday, Dear Friend Lisa"
3. "Do You Remember the Riots?"
4. "You Are the Light (By Which I Travel into This and That)"
5. "If You Ever Need a Stranger (To Sing at Your Wedding)"
6. "Silvia"
7. "The Cold Swedish Winter"
8. "Julie"
9. "Psychogirl"
10. "When I Said I Wanted to Be Your Dog"
11. "A Higher Power"

## Listplaceringar
| Lista (2004) | Topplacering |
| ------------ | ------------ |
| Sverige      | 6            |

### Fotnoter
1. ↑  Sonic #69, sommaren 2013
2. ↑  ”When I Said I Wanted to Be Your Dog”. Hitparad. 25 februari 2004. http://swedishcharts.com/showitem.asp?interpret=Jens+Lekman&titel=When+I+Said+I+Wanted+To+Be+Your+Dog&cat=a. Läst 5 augusti 2012.